# Завод шампанських вин «Новий Світ»
Державне підприємство "Завод шампанських вин "Новий Світ" — державне підприємство України, що входить до сфери управління Міністерства аграрної політики та продовольства України. Код за ЄДРПОУ 00412665.
Дім шампанських вин, заснований 1878 року, в цей час державної форми власності. Розташований у смт. Новий Світ Судацької міськради Автономної Республіки Крим.
Одне з двох (разом з Артемівським заводом шампанських вин) підприємств України, що виробляють ігристе вино за класичною технологією.
Загальна довжина винних погребів — близько 7 кілометрів.

## Історія
Дім шампанських вин «Новий Світ» веде свою історію з 1878 року, коли князь Л. С. Голіцин придбав маєток «Новий Світ». Це стає початком закладки новосвітських виноградників, будівництва винарні, дому, винних погребів. Голіцин займається порівняльним дослідженням цінних європейських сортів винограду і виготовленням з цих сортів перших вин різних типів — від столових та шипучих до сухих та десертних.
Перші досліди у шампанському виноробстві почалися з 1882 року. Інтенсивне господарство, будівництво тунелів та закладання у них кюве дозволили випустити перші партії ігристих вин під назвами «Парадиз», «Новий Світ» та «Коронаційне» за класичною технологією. Свої назви вина отримували, за європейською традицією, від місця їх виробництва. 
«Коронаційне» ж отримало свою назву після того, як його було подано під час урочистого прийому з нагоди коронації Миколи II. Це був перший випадок в історії коронації російських імператорів, коли до двору було подано не французьке вино. Після цієї події, 1896 року підприємство отримало право зображати на своїх етикетках герб Російської імперії. 
У 1900 році на Всесвітній виставці у Парижі шампанське «Парадізіо» 4-го тиражу 1899 року отримало кубок «Гран-прі» — найвищу нагороду.
У той же час Голіцин абсолютно не турбується економікою свого підприємства — вино або щедро дарується численним гостям, або продається за символічну ціну.У 1905 році підприємство припиняє виробництво шампанського через фінансові труднощі. Завод покидають наймані спеціалісти з Франції, а шампанське починають розпродувати по 1 рублю за пляшку на покриття боргів.
Аби врятувати виробництво, у 1912 році Голіцин звертається до імператора Миколи II з проханням прийняти у дарунок маєток «Новий Світ». До речі, виникнення назви селища Новий Світ легенда пов'язує саме з візитом Миколи II на підприємство. Після відвідин голіцинської енотеки та дегустації шампанського, цар оголосив, що бачить світ у новому світлі. До цього моменту селище називалося Парадізіо.

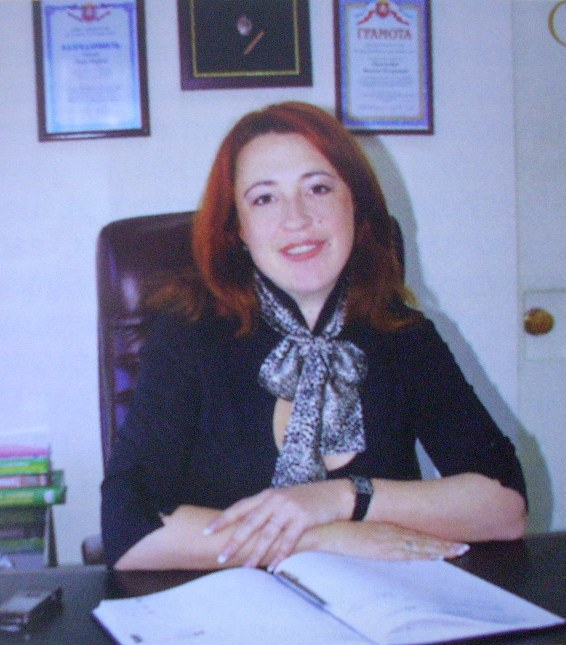
Директор дому шампанських вин «Новий Світ» Яніна Петрівна Павленко

1 грудня 1920 року, відповідно до наказу Кримського революційного комітету «Новий Світ» було передано у державну власність. Радгосп «Новий Світ» було визнано малодохідним, а його існування недоцільним. Голіцинська винотека, що складалася з 60 тисяч пляшок шампанського та колекційних вин, була вивезена до Масандри.
У 1936 році Новий Світ знову визнано перспективною зоною виноробства, і завод повертається до життя. У роки радянської влади підприємство зосереджено на випуску «Советского шампанского».
У 2003 році завод впроваджує систему менеджменту якості ISO 9001. 2007-го проведено рестайлінг оформлення пляшки та розроблено новий, сучасний, логотип. До 130-річного ювілею завод шампанських вин «Новий Світ» у 2008 році провів перший в Україні Міжнародний дегустаційний конкурс ігристих вин. Також на території заводу було відкрито пам'ятник засновнику підприємства князю Л. С. Голіцину.

## Дім шампанських вин "Новий Світ" сьогодні
На підприємстві працюють 300 людей. Виробничі потужності — 2,5 млн пляшок на рік. Сьогодні завод випускає 18 марок шампанського. "Новий Світ" випускає всі три групи вин: білі, рожеві та червоні; від екстрабрюту до напівсухих. 
Підприємство відновило традицію випуску мілезимного шампанського: на сьогодні це "Парадізіо" врожаю 2000 року та "Коронаційне" 1993 року. З 2006 року розпочалося відновлення голіцинської винотеки. 
У жовтні 2009 року було проведено другий Міжнародний дегустаційний конкурс за участю 30 підприємств з 15 країн світу. Конкурс проходив під наглядом офіційного представника Міжнародної організації винограду та вина та за участю міжнародного журі.
Сьогодні підприємство експортує свою продукцію у 11 країн світу. Саме новосвітське шампанське Міністерство закордонних справ України купує для дипломатичних прийомів.
При заводі діє фірмовий магазин та дегустаційна зала, а також проводяться тематичні екскурсії — історична, виробнича, брютеріанська, царська.

## Галерея

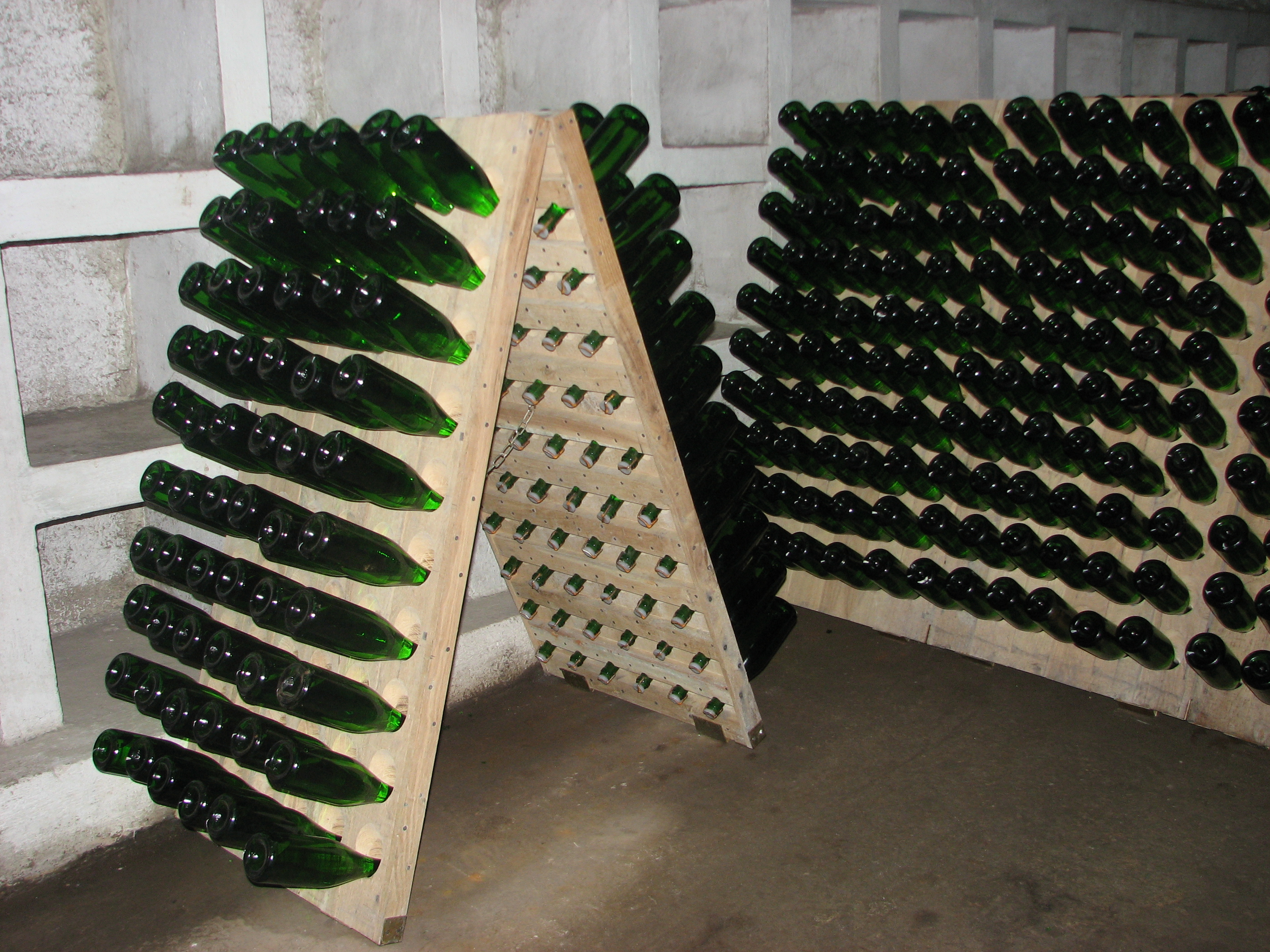
У винних погребах заводу
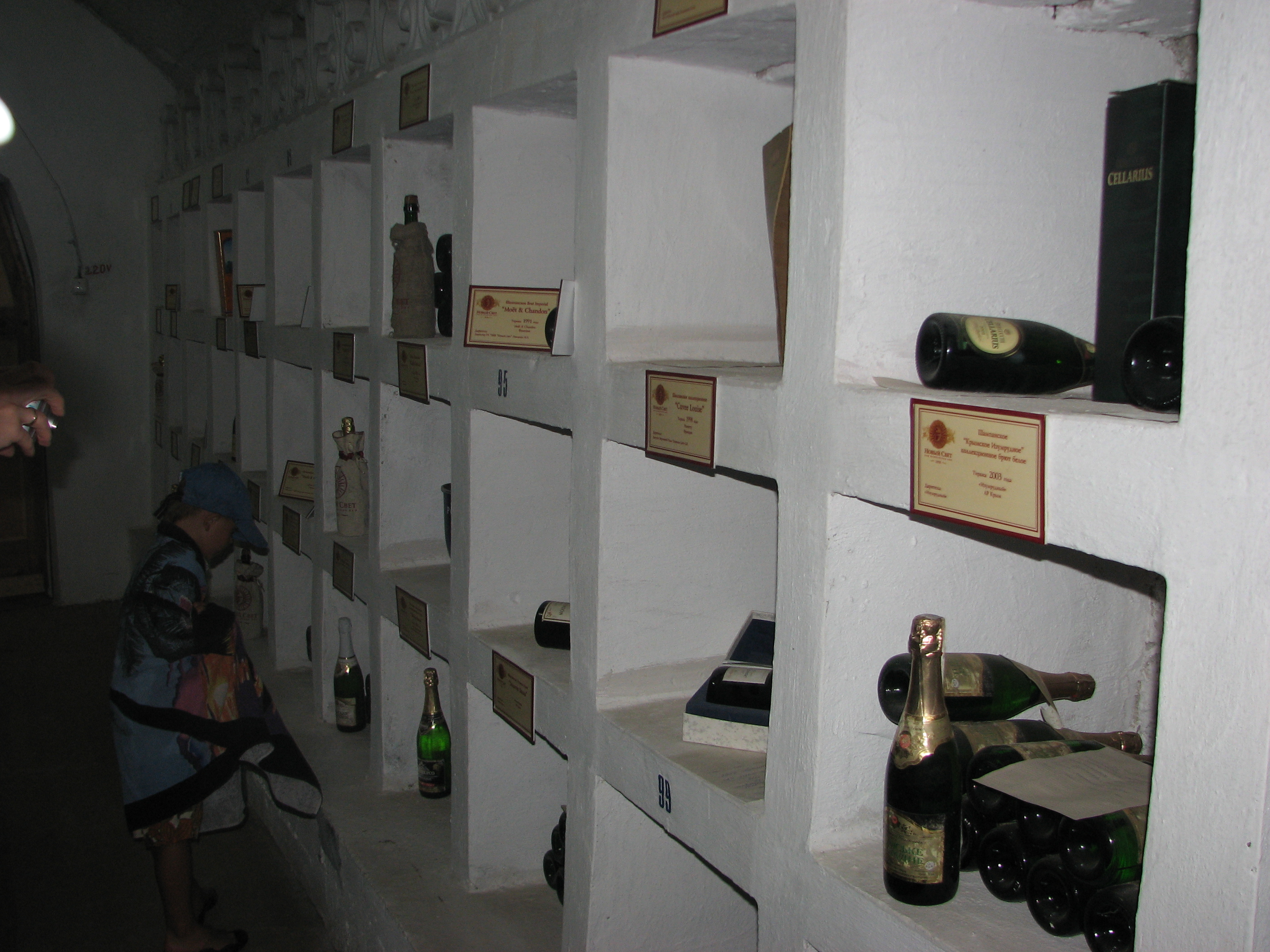
Енотека заводу